# Julie Vlasto
Julie Vlasto (n. 8 aprilie 1903, Marsilia, Franța – d. 2 martie 1985, Lausanne, cantonul Vaud, Elveția) a fost o jucătoare de tenis franceză, medaliată olimpică. A participat la o ediție a Jocurilor Olimpice (1924) în care a câștigat o medalie de argint.